# Tyler Ferguson
Tyler Clark Ferguson (Fresno, California, 5 de octubre de 1993), más conocido como Tyler Ferguson, es un jugador profesional estadounidense de béisbol que se desempeña en la posición de lanzador en Athletics, equipo de las Grandes Ligas de Béisbol (MLB).

## Carrera
En 2024, Ferguson hizo su debut en la MLB con el equipo Athletics, donde lleva jugando una temporada.